# Roncesvalles (Tolima)
Roncesvalles es un municipio de Colombia, situado en el occidente del departamento del Tolima. Fue fundado el 12 de febrero de 1913 y erigido a categoría de municipio el 11 de mayo de 1944. Está ubicado en la Cordillera Central a 113 kilómetros de Ibagué. 
Actualmente es reconocido por su riqueza hídrica constituida por más de ochenta lagunas y extensas áreas de páramos, por su cultura de preservación ambiental, en especial por la protección del Loro Orejiamarillo y la Palma de Cera, y por la producción de derivados lácteos como el quesillo y el queso. Roncesvalles también es conocido como el Paraíso Natural de Colombia.

## Toponimia
Toma su nombre de Roncesvalles, municipio pirenaico navarro famoso por ser escenario en 778 de la batalla de Roncesvalles, narrada en el libro de los Doce Pares de Francia, debido al parecido de la orografía entre ambos lugares.

## Historia
El municipio de Roncesvalles fue fundado en el año de 1913. Como todas las tierras del Tolima, ésta también fue descubierta inicialmente por el Español Diego Fernández de Bocanegra en el año de 1584. Sus primitivos pobladores fueron los indios Brunies y Buliras de la raza Pijao quienes pertenecían a las tribus comandadas por el Cacique Yunga. Solamente hasta principios del siglo XX se establecieron tiendas o fondas, lugares que fueron propicios para el descanso de las muladas provenientes del cañón de San José de las Hermosas - Chaparral.
Fue así como Don Bernardino Galviz y su esposa Lucrecia Rubio llegaron a estas tierras en 1913 luego de un largo viaje a caballo e incluso en algunos tramos caminando llegaron a tierras Roncesvallunas en donde tuvieron que ocultarse en el tronco de un cedro seco para resguardarse del frío y los animales en la noche. Días después el joven matrimonio volvió en compañía de un grupo de campesinos y colonos provenientes de Chaparral, Rovira, San Antonio, El viejo Caldas, Boyacá y Antioquia, entre ellos Don Bernardino Galviz, Anacleto Londoño, Gregorio Betancourth, Jesús María Galvis, Jesús Valencia Gil, José María Naranjo, Esmeraldo Ocampo, Francisco Eladio Marín, Francisco Echeverry y Aureliano Naranjo se asentaron en lo que hoy es la cabecera municipal en febrero de 1913, para el primero de julio de 1925 decidieron darle nombre a lo que hoy en día es Roncesvalles; su nombre fue sugerido por la señora Lucrecia Rubio y proviene de un paraje de las montañas pirenaicas que por su clima y topografía se parecía a un lugar descrito en el libro los Doce Pares de Francia donde se narra la Batalla de Roncesvalles.
El 11 de mayo de 1944 la Asamblea Departamental del Tolima mediante la Ordenanza número 004 lo erige a categoría de municipio. En estas condiciones el gobernador del Tolima Alejandro Bernate nombra como primer alcalde de la localidad a  José Ignacio Guzmán, un ilustre hijo del vecino municipio de Chaparral. La dinámica de Roncesvalles en adelante, como la de los demás municipios de Colombia, respondió a la concentración de la tierra por parte de terratenientes que se dedicaron a explotaciones extensivas de ganado y en menor medida a la agricultura que quedó en poder de los pequeños propietarios. 
En 1979 se comienzan los primeros pasos de la Reforma Agraria, el INCORA compra algunos predios en el municipio a través de empresas comunitarias y así comienza el crecimiento poblacional. Su primer alcalde popular fue Juan Antonio Rivas Rodríguez, elegido en 1988 y quien dejó el camino expedito hacia la descentralización administrativa por mandato constitucional, con esto logró igualmente la vinculación de su municipio al Plan Nacional de Rehabilitación, abriendo espacios hacia la participación ciudadana en los Consejos Municipales de Rehabilitación, fortalecimiento de la veeduría ciudadana y la consecución de recursos para obras de infraestructura. 
Su segundo alcalde popular fue Fernando Amaya Duque. En cuya administración se le dio gran impulso a las formaciones comunitarias y atención a las mujeres cabeza de hogar. El tercer alcalde popular fue José Abel Jiménez Rodríguez; gracias a su gestión se logró canalizar recursos para impulsar la vía al Quindío y la electrificación de algunas veredas, logra igualmente la participación del Comité de Cafeteros del Tolima en el desarrollo del municipio sobre todo en la zona cafetera.
Entre los últimos alcaldes se cuenta a Eccehomo Forero, María Leyla Cubillos de Arango (quien ocupa nuevamente el cargo) para el periodo 2012 al 2015 y Edwin Emilio Guayara. Para el periodo constitucional 2016-2019, en representación del Partido Alianza Verde, José Manuel García Sánchez se posesionó como Alcalde del municipio, después de haber ganado la elección el 25 de octubre de 2015 con un total de 705 votos; en el periodo 2020 a 2023 continúa en la administración municipal Omar Ricardo Espinosa; y actualmente ocupa el cargo de alcalde municipal Eduardo Grajales posesionado en 2024.

## Geografía y geología
La población de Roncesvalles se emplaza en la parte media del flanco occidental de la Cordillera Central, entre los ríos Cucuana y Cucuanita a una altitud promedio de 2600 a 2700 metros sobre el nivel del mar, en una especie de altiplanicie, con topografía moderada a fuertemente ondulada, localizada aproximadamente a 64 km en línea recta (113 km de vías en acceso terrestre) al sur-occidente de la ciudad de Ibagué, capital del departamento del Tolima. 
Dentro de su geografía se encuentran Bosques Naturales de Zona Templada Húmeda, el cual aparece en las zonas que constituye la zona cafetera; se muestra con cuencas arrogadas, topografías de loma y ladera; desde suavemente inclinado hasta fuertemente quebrado. Algunas especies representativas son: El Helecho, la Chilca, la Pata de Gallina, el Cámbulo, el Guamo y el Laurel. Los Bosques de la Zona Fría Húmeda se halla en las partes altas de los cañones que muestran sequedad ambiental de zonas húmedas en los valles. Algunas especies representativas de éstas zonas son: El Aliso, Carbonero, Olivo, Roble, Encenillo y la Palma de Cera , los Bosques de la Zona de Páramo se encuentra en las zonas altas andinas por encima de los subpáramos y páramos. Los intensos vientos rompen con frecuencia estos pisos subandinos. 
Una de las principales características de la región en cuanto a su aspecto botánico, es la existencia de uno de los cuatro remanentes de Palmas de Cera (Ceroxylon quindiuense) a nivel nacional, especie en peligro de extinción y considerada por ley como árbol nacional de Colombia desde 1985. 
Dentro de las fallas geológicas que atraviesan el municipio se encuentra la Falla de Palestina y la Falla de Orisol, los sismos registrados en un radio de 200 km alrededor de Roncesvalles en los últimos años han sido el 3 de abril de 1973, con epicentro en el departamento del Quindío, el 19 de mayo de 1976, el cual afectó principalmente a Armenia, Quindío, el 23 de noviembre de 1979 con epicentro en el Norte del Valle y el de 25 de enero de 1999, con epicentro en el municipio de Córdoba (Quindío) y conocido como el Terremoto del Eje Cafetero. El Reglamento Colombiano de Construcciones Sismo Resistentes (NSR-10) ubica a Roncesvalles en una zona de Amenaza Sísmica Intermedia a Alta.

### Hidrografía y clima
La red hidrográfica del municipio está compuesta principalmente por los ríos Cucuanita, Cucuana, Perrillo, Chili y San Marcos. La red hidrográfica del municipio pertenece a la cuenca mayor del río Cucuana, al que desembocan los ríos Cucuanita y San Marcos dentro del perímetro municipal, y el Chili que lo hace fuera del área municipal; es de anotar que la subcuenca del río Cucuana hace parte de la Cuenca del río Saldaña, que pertenece a la gran cuenca del río Magdalena. La subcuenca del río Cucuana tiene una extensión de 1915,46 km², se encuentra ubicada en el suroccidente del departamento del Tolima, esto es al sur de la ciudad de Ibagué. Presenta una longitud de 110 km de cauce, es el afluente del río Saldaña y en esta zona se desarrolla el Proyecto Hidroeléctrica Cucuana. 
El Río Cucuana nace en el páramo de Cumbarcó en la vereda Yerbabuena sobre la depresión del mismo nombre. Entre sus principales afluentes se encuentran los ríos Cucuanita, San Marcos, Perrillo y la quebrada El Oasis, después de un amplio recorrido, que atraviesa veredas como la Yerbabuena, Coco, San Miguel, Bruselas, Diamante, Ayacucho San Pablo, Agua de Dios y El Cedral, los municipios de San Antonio y Ortega desemboca en el río Saldaña.
El Río Chilí nace en el páramo de los valles noroccidentales del municipio y recibe como afluente al río Orisol, la quebrada el Oso, la quebrada Cárdenas y la quebrada Grande; formando así una vasta cuenca hidrográfica con suelos muy mecanizables como los de las veredas de Orisol, las Perlas y Santa Elena, posteriormente sigue su curso por un área muy quebrada de la vereda Tolda Vieja, Diamante Chilí y las Orquídeas para ir a desembocar al río Cucuana. 
Sobre el sitio el Corazón del municipio de Rovira el río Cucuana recibe las aguas del río Chilí. En el municipio de San Luis beneficia a distintos riegos de Usocoello y posteriormente desemboca en el río Saldaña.
También son de vital importancia para guardar el equilibrio ecológico del Municipio el alto número de lagunas y nacimientos de riachuelos. Entre las lagunas más importantes, por su extensión se encuentran el Oasis, los Patos, las Garzas, la India, las Mellizas, la Linda, Berlín y Arpilla. Estas regulan el caudal de las quebradas que nacen en estos sitios y es hábitat propio de la Trucha Arco Iris, principal riqueza ictiológica del municipio.
El Municipio de Roncesvalles presenta una variedad de temperaturas que van desde los 20 °C hasta los 4 °C que lo caracteriza en tener climas medios a 
páramos altos, y a su vez presenta una temperatura media de 12 °C. El piso térmico predominante corresponde al frío, con un área de 42.860 Hectáreas que corresponden al 56% del municipio, le sigue en orden el páramo bajo (34,73%), templado (4,92%), y por último páramo alto (4,35%).
El clima de Roncesvalles está bajo la influencia de la banda intertropical, la cual es condicionado por la alta montaña, con una distribución de lluvias durante todo el año, con períodos secos de diciembre a marzo y julio a agosto, y lluvias abundantes en el resto del año.

### Límites
| Noroeste: Pijao ( Quindío)                            | Norte: Cajamarca                          | Nordeste: Rovira Quebrada Grande |
| Oeste: Génova ( Quindío) y Sevilla ( Valle del Cauca) |                                           | Este: San Antonio Río Cucuama    |
| Suroeste: Chaparral                                   | Sur: Límite entre Chaparral y San Antonio | Sureste: San Antonio             |

### División Político-Administrativa
Aparte de su Cabecera municipal, tiene bajo su jurisdicción los siguientes centros poblados: El Cedro y Santa Elena
Además, de las siguientes veredas: Agua de Dios, Ayacucho, Bruselas, Cardales, Cucuanita, Diamante Chili, Diamante, Dinamarca, El Cedral, El Coco, El Paraíso, El Retorno, El Volga, Garabatos, La Laguna, Las Perlas, Las Orquídeas, Orisol, San Marcos, San Miguel, San Pablo, Quebrada Grande, El Oso, La Yerbabuena, Aguas Claras, Tolda Vieja, El Topacio, El Cedro.

## Ecología
Roncesvalles se encuentra sobre la banda de 600Km de extensión de la cordillera central de Colombia, representando tres “Áreas Endémicas para las Aves” (AEA): las “Laderas Interandinas Colombianas, el “extremo norte de los andes centrales” y “los páramos de los andes centrales". Existe un listado de 169 especies, pertenecientes a 27 familias, dándose la estimación de abundancia en sus hábitats apropiados, tipo de ambientes que frecuentan y tipo de alimentación. la existencia de cuatro especies amenazadas conlleva a interpretar que la fauna y flora de Roncesvalles por lo menos debe ser mantenida en su estado actual ya que presenta un estado de conservación suficiente como para sostener especies consideradas globalmente en peligro. En el caso particular del loro Orejiamarillo, su supervivencia como especie depende de las medidas de 
conservación que se practiquen para conservarlo, en este caso la Fundación Proaves mantiene un permanente trabajo para su protección que contempla más de una década.
Dentro de los mamíferos se encuentran la Danta o Tapir de Montaña, el oso de anteojos, el Oso Hormiguero, la Chucha, en la categoría de los carnívoros hay zorros gris, tigrillos, pumas o leones, cusumbo, perro de monte, los roedores están compuestos por la boruga, el guatín y la ardilla, estos últimos son cazados por pobladores de la región y en algunos casos su carne es utilizada para el consumo humano. Las serpientes que se encuentran en el municipio son Talla X, Rabo de Ají, Coral y Cazadoras, la mayoría de ellas venenosas y presentes en clima sobre todo cálido.

## Actividades económicas
La actividad económica por excelencia en Roncesvalles se relaciona principalmente con la producción de leche y el desarrollo de la agricultura; en otra época el predominio era totalmente para la producción de leche, la cual se vendía a las cooperativas de lecheros de la región; sin embargo, con la parcelación y el incremento de pequeños campesinos disminuyó la producción de leche y aumentó la de cultivos como la papa, la mora, el fríjol, la curuba, la papa criolla, la cebolla y el café en la zona más templada.
A nivel económico el municipio tiene un gran potencial para el desarrollo de las cadenas productivas de las frutas, lácteos y carne, pues sus suelos y pastos son aptos para ser mejorados y garantizar así la producción alimentos de excelente calidad que le permitan al ente territorial competir en los mercados locales y regionales. Igualmente, del área total del municipio, 76.539 hectáreas, el 37,54% corresponde a bosques nativos aún bien conservados, aptos para el desarrollo del turismo ecológico, contemplativo e investigativo.
El municipio de Roncesvalles no es una región importante para el departamento del Tolima por sus recursos mineros. No obstante, se presentan manifestaciones mineralógicas que de una u otra forma pueden constituirse en guía para la exploración de yacimientos de minerales. 
Históricamente se conocen pequeñas mineralizaciones auríferas que tradicionalmente se han venido explotando a nivel de minería de subsistencia (barequeo) en inmediaciones de la desembocadura de la quebrada El Oso en el río Chilí representada por depósitos aluviales con contenidos de valores de oro, y mineralizaciones filonianas de cuarzo aurífero, aguas arriba por la misma quebrada El Oso, que han sido explotadas por sistemas subterráneos.